# Gare de Gênes-Piazza-Principe
 (février 2017).
Si vous disposez d'ouvrages ou d'articles de référence ou si vous connaissez des sites web de qualité traitant du thème abordé ici, merci de compléter l'article en donnant les références utiles à sa vérifiabilité et en les liant à la section « Notes et références ».
La gare de Gênes-Piazza-Principe (en italien : stazione di Genova Piazza Principe) est une gare ferroviaire italienne, située à proximité du centre de la ville de Gênes, capitale de la Ligurie en Italie du Nord.
Première gare de la ville, avant la gare de Gênes-Brignole, elle est fréquentée, en moyenne, par environ 66 000 passagers par jour et 24 millions de voyageurs chaque année. En termes de trafic, cela en fait la onzième gare italienne en termes de flux de passagers.

## Histoire
La gare tire son nom de la Piazza del Principe adjacente. La construction du bâtiment voyageurs, conçue en style néo-classique par l’architecte Alessandro Mazzucchetti, a débuté en 1853 et s'est achevée en même temps que la gare en 1860.
Dans le passé la gare était une gare terminus.
Au début des années 2010, la gare, qui compte une desserte quotidienne d'environ 300 trains, voit passer 66 000 voyageurs chaque jour pour 24 millions annuellement.
En 2015, la gare de Gênes-Piazza-Principe a subi une rénovation complète.

## Service des voyageurs

### Accueil
La gare est située dans le centre de Gênes, elle dispose de guichets, de distributeurs automates, de salles d'attente, de toilettes, de restaurants, de commerces et d'un commissariat de police.

### Desserte
La gare est desservie par des trains régionaux (R), des intercités (IC Trenitalia), des intercités de nuit (ICN Trenitalia), des Frecciabianca (FB AV Trenitalia), des Frecciargento (FA AV Trenitalia), des Frecciarossa (FR AV Trenitalia) ainsi qu’un aller-retour tous les jours Zurich HB - Gênes avec un EuroCity des CFF. La gare est également desservie par les trains de nuit Nightjet reliant Vienne et Munich à La Spezia.

### Intermodalité
La gare possède une correspondance avec le réseau du métro de Gênes (arrêt Principe), le réseau de bus et de tramways (lignes 3, 7, 18, 18\, 20, 34, 35, 36, 38, 54, 606, 618, 634, 641, KA), les navettes VOLABUS vers l'aéroport de Gênes, le funiculaire de Granarolo (arrêt Principe), la gare maritime (Ponte dei Mille), l'ascenseur du château d'Albertis et elle possède des emplacements pour taxis.

## La gare
La gare comporte 9 quais voyageurs en surface : 11, 12, 13, 14, 15 (quai de service),16, 17, 18, 19 et 20, et 2 quais en sous-sol : 1S, 2S.

## Galerie de photographies

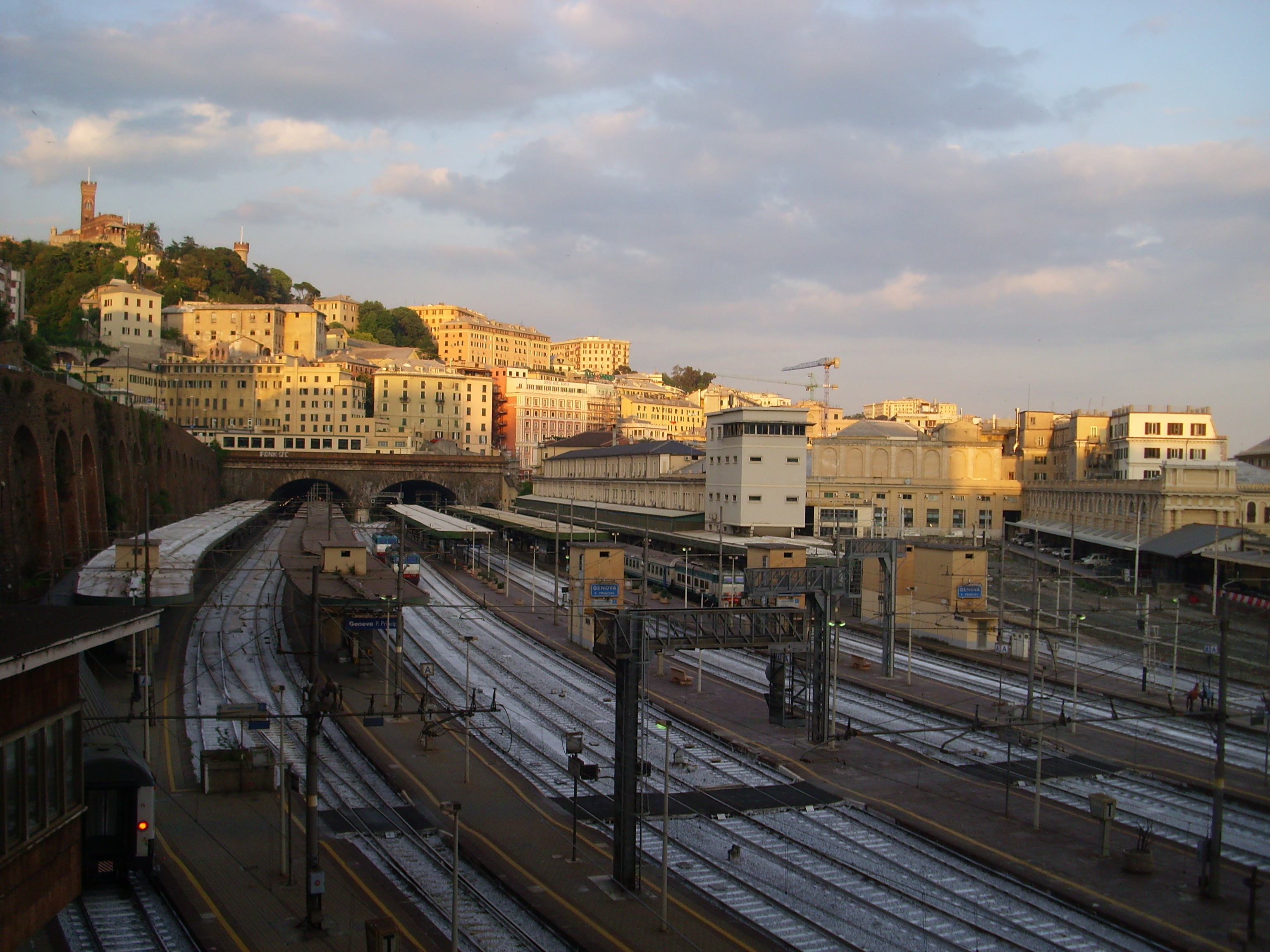
Vue de la gare de Gênes-Piazza-Principe.
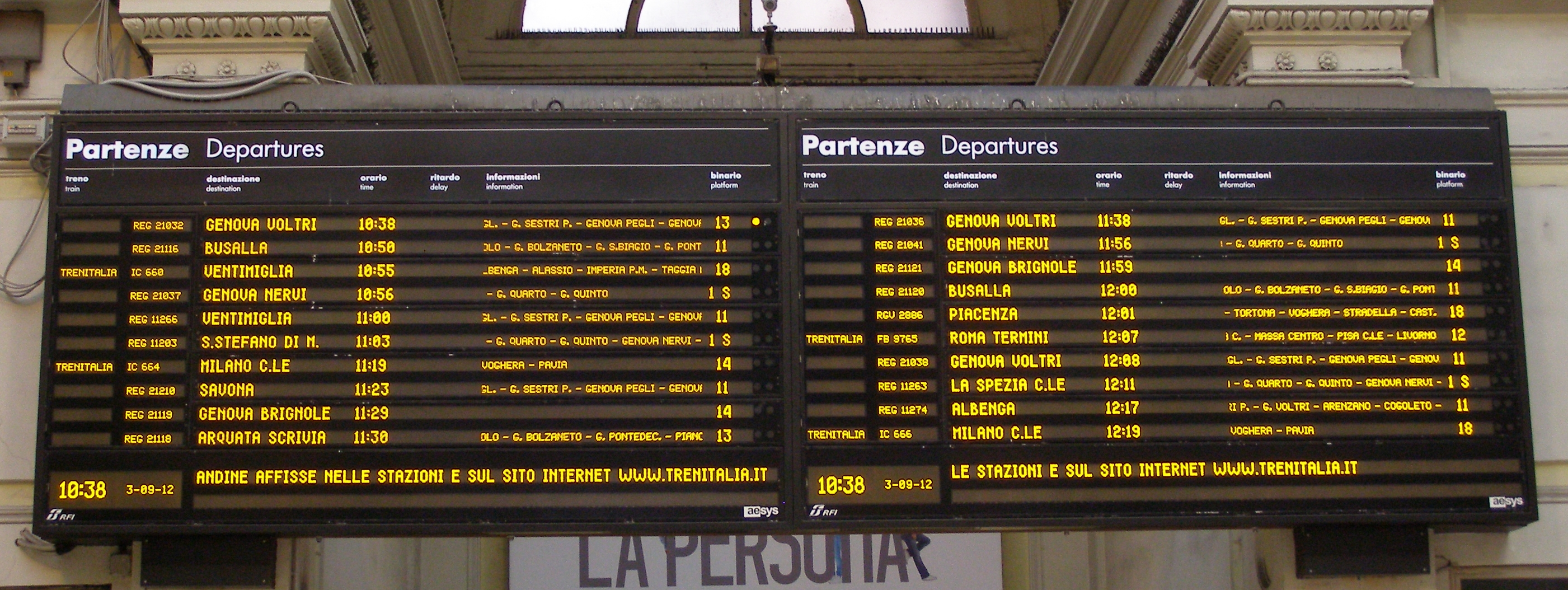
Le panneau des horaires de la gare.
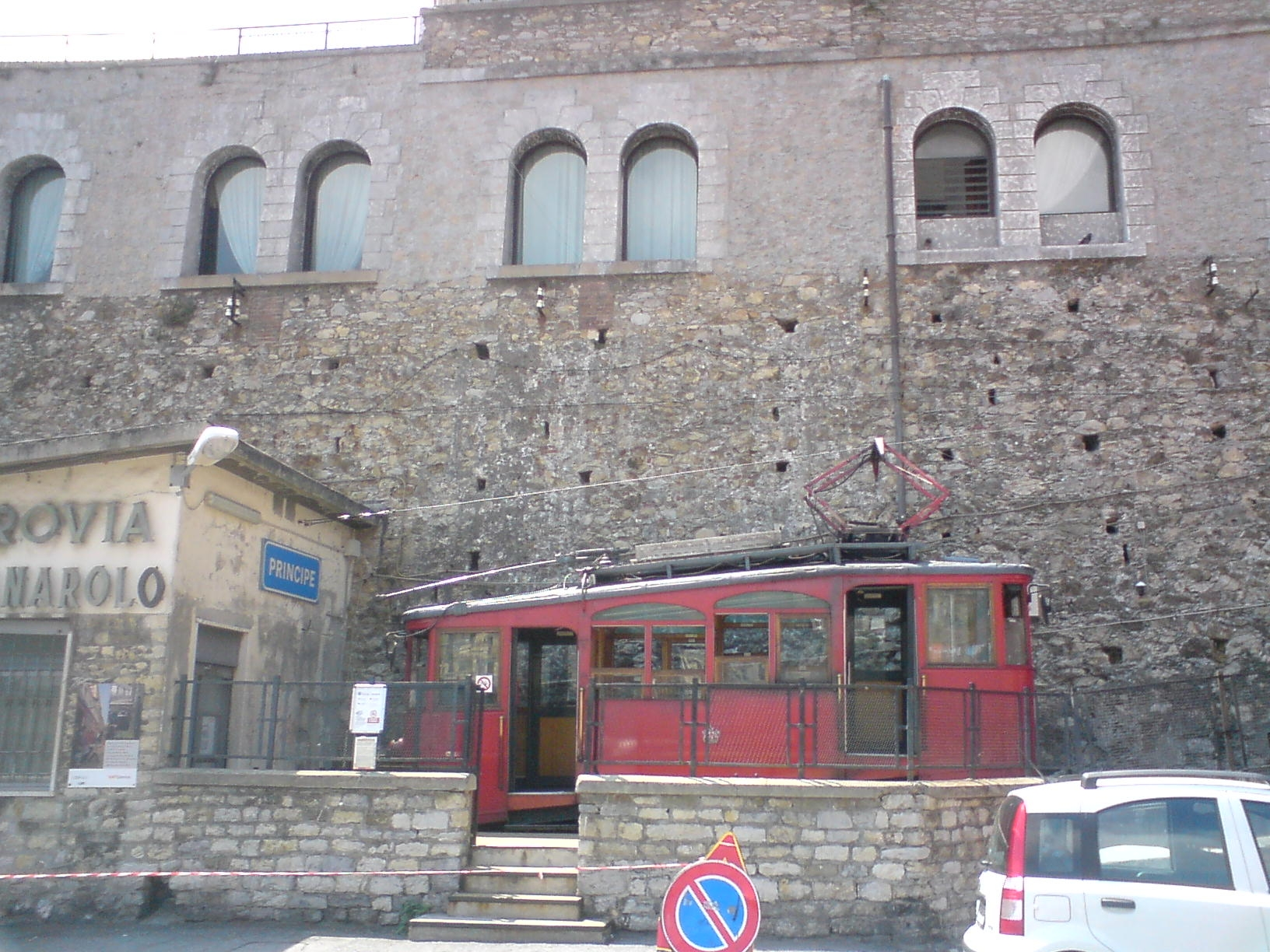
Funiculaire de Granarolo (arrêt Principe).
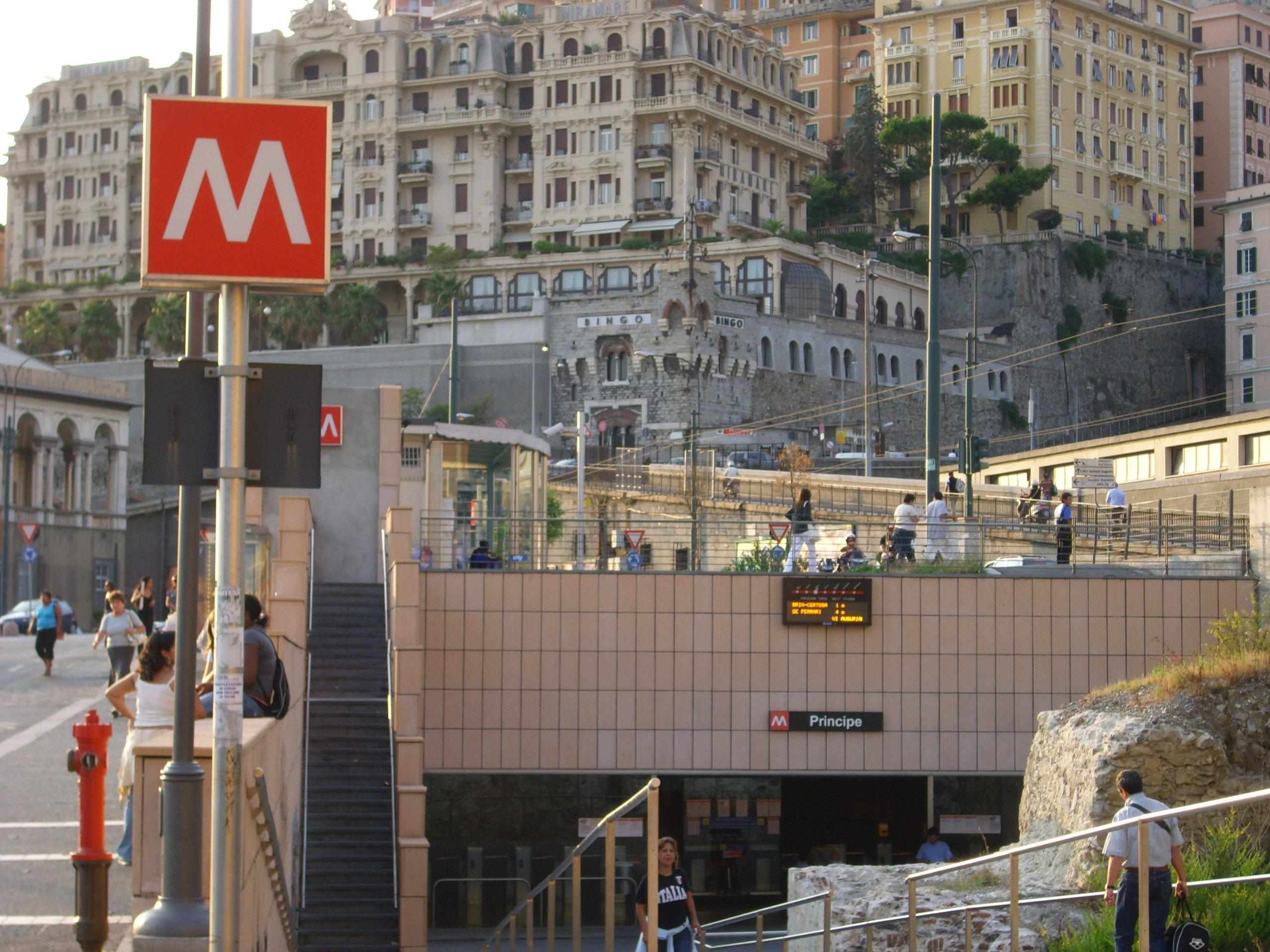
Métro gare de Gênes-Principe.